# Especies de StarCraft
La exitosa serie de videojuegos Starcraft, de Blizzard Entertainment, gira en torno a asuntos interestelares en lejanos sectores de la galaxia. Tres especies, y todas sus múltiples facciones rivalizan la supremacía del sector. Estas tres razas jugables son: los Terran, descendientes de los humanos que habitan la Tierra y que fueron exiliados para colonizar el espacio. Tienen una alta capacidad para adaptarse a situaciones diversas. Los Zerg, una raza de insectoides mutantes obsesionada con la búsqueda de la perfección genética a través de la asimilación de otras especies. Y los Protoss, una especie alienígena humanoide con una avanzada tecnología y capacidades psiónicas, que intentan preservar su civilización y filosofía de vida de las hostilidades Zerg.

## Terran
Los Terran son una versión ficticia futurista de la humanidad actual. Son más fragmentados que el resto de especies, ya que consisten en múltiples facciones incluyendo a quienes no luchan en batalla. Considerados como una raza adaptable y móvil, los Terran se caracterizan por su rapidez, facilidad para huir y para acceder a los recursos. Se les ha dedicado una campaña a los Terran en cada uno de los juegos de la serie hasta la fecha, y se definen en el juego por su especialización y sus unidades tácticas de defensa y movilidad. En la historia de la serie, suelen ser mostrados como una especie afectada por el conflicto Protoss-Zerg, mientras también sufren guerras civiles.

## Zerg
El enjambre Zerg es una raza ficticia de insectoides y la principal antagonista de la serie Starcraft. 
Controlada por una única mente colectiva que domina la colmena, los Zerg luchan por la perfección corporal asimilando genes "dignos" en sus propios cuerpos, creando variados tipos de mutantes. A diferencia de los Protoss y los Terrans, los Zerg no hacen uso de tecnología, sino que se basan en la asimilación dirigida a desarrollar características equivalentes a las tecnológicas. Se destacan por su alto número de población.

## Protoss
Los Protoss son una raza de aliens humanoides ficticios en la serie StarCraft. Se compone de dos sociedades, los conservadores Khalai Protoss o Protoss de Aiur y los exiliados Templarios Tétricos (Dark Templar). Los Protoss se muestran como una especie físicamente fuerte con acceso a avanzadas capacidades psiónicas, aunque cara.

## Xel'Naga
Los Xel'Naga son una antigua raza que hasta la fecha sólo se conocen por el argumento en la serie StarCraft, sus apariciones han sido sólo en forma de reliquias. Los Xel'Naga desempeñan un papel importante en la historia de trasfondo de los Zerg y Protoss, siendo los responsables por la manipulación de la evolución de ambas especies, además de un desconocido número de otras especies.
Inicialmente se especuló que serían personajes jugables en StarCraft II o en alguna de sus expansiones, pero esto fue negado firmemente por Blizzard Entertainment. Aun así, afirman que los Xel'Naga contribuirán significativamente en el desarrollo de la historia.

## Híbridos Protoss/Zerg
Aparecidos en la misión secreta de la expansión Brood War, son una especie engendrada artificialmente combinando material genético de las razas Protoss y Zerg. Su gestación y propagación alrededor de la galaxia es dirigida por el enigmático Samir Duran.
Al igual que con los Xel'Naga, Blizzard ha negado que los híbridos sean una raza jugable en la trilogía de StarCraft II, pero si formaran una parte importante dentro de la saga.
- Datos: Q1186933